# Samandar

Kaukasus im Jahr 740

Samandar war eine Stadt an der westlichen Küste des Kaspischen Meer, im heutigen Dagestan. Es war zeitweise die Hauptstadt der Chasaren.

## Geschichte
Die Stadt wurde im 6. Jahrhundert unter dem sassanidischen Herrscher Chosrau I. erbaut, vermutlich auch zum Schutz vor den Steppenvölkern im Norden. Im Jahr 720 wurde Samandar dann schließlich Hauptstadt des Chasaren-Khaganats, nachdem die vorherige Hauptstadt Balanjar im Zuge einer umayyadischen Invasion verlassen wurde. Wenig später wurde die Hauptstadt jedoch noch weiter gen Norden verlegt in die Stadt Atil.
Die Stadt verfügte über Steinmauern, die bis zum Kaspischen Meer reichten. Der Hafen machte sie wirtschaftlich und militärisch bedeutsam. Nach dem Gelehrten al-Istakhri war die Stadt berühmt für ihre fruchtbaren Gärten und Weingüter sowie als lebendiges Handelszentrum. So ist überliefert, dass Samandar im 10. Jahrhundert über zahlreiche Gärten und über 4000 Weinstöcke verfügte, was sie über die Grenzen des Chasarenreichs hinaus landwirtschaftlich wichtig machte. Die Häuser der Stadt waren aus verflochtenen Holz gebaut mit gewölbten Dächern in Form einer Jurte – wohl ein Erbe der nomadischen Lebensweise.
Gemäß arabischer Gelehrter war Samandar von Juden, Christen, Muslimen und Angehörigen anderer Glaubensrichtungen bewohnt, welche jeweils ihr eigenes Gotteshaus hatten. Die Stadt stellt ein Beispiel für die chasarische Religionstoleranz dar. Al-Itakhri schreibt über die friedliche Koexistenz von Juden, Muslimen, Christen und kleinerer Religionen. Auch wird von Moscheen und Kirchen innerhalb der Stadt berichtet, wobei nach dem Historiker ibn-Haukal die Christen wohl die Bevölkerungsmehrheit im 10. Jahrhundert stellten.
Genau wie die spätere Hauptstadt Atil wurde Samandar vom Fürsten der Kiewer Rus’ Swjatoslaw I. in den 960er Jahren zerstört.